# Peña Blanca, Delstaten Mexiko
Peña Blanca är en ort i Mexiko.   Den ligger i kommunen Valle de Bravo och delstaten Mexiko, i den södra delen av landet, 110 km väster om huvudstaden Mexico City. Peña Blanca ligger 2 047 meter över havet och antalet invånare är 183.
Terrängen runt Peña Blanca är kuperad. Runt Peña Blanca är det ganska tätbefolkat, med 116 invånare per kvadratkilometer. Närmaste större samhälle är Valle de Bravo, 6,3 km norr om Peña Blanca. I omgivningarna runt Peña Blanca växer huvudsakligen savannskog.